# Казачий стан
Каза́чий стан (нем. Kosakenlager) — военная организация во время Второй мировой войны, объединявшая военизированные формирования казаков в составе германского вермахта. К маю 1945 года, при сдаче в английский плен, Казачий стан насчитывал от 35 тысяч до 40 тысяч казаков с семьями (по другим данным, в апреле 1945 в составе корпуса насчитывалось 18 395 строевых казаков и 17 014 беженцев).

## Формирование казачьих частей в составе вермахта

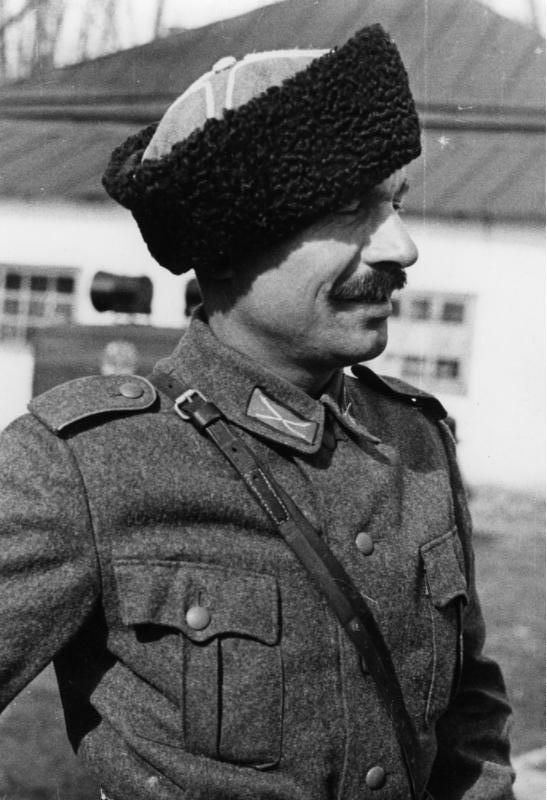
Казак вермахта (1944)

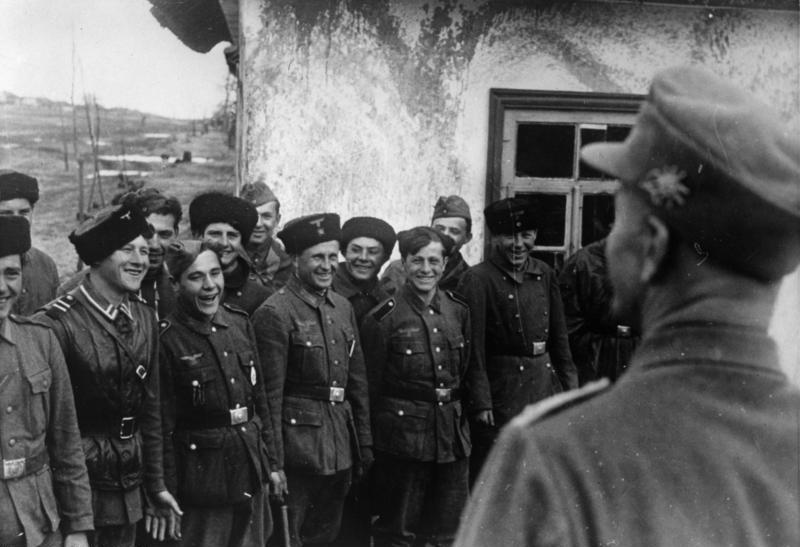
Казачьи части СС (1944)

В отличие от иных проектов формирования национальных частей из бывших граждан СССР, Гитлер и его ближайшее окружение с самого начала весьма благосклонно смотрели на идею формирования казачьих частей, так как придерживались теории о том, что казаки являлись потомками готов, а следовательно, принадлежали не к славянской, а к арийской расе. К тому же в начале политической карьеры Гитлера его поддерживали некоторые казачьи лидеры.
Вермахт на Дону
После взятия немцами Воронежа (8 июля 1942 года), германские войска по сути вступили на бывшую территорию Войска Донского, что привело к оживлению антисоветских настроений в станицах верхнего Дона. Историк И. Г. Ермолов указывает, что донские казаки, уцелевшие после расказачивания и коллективизации, в основной своей массе приветствовали немецкие войска как «освободителей от большевистского ига».
В октябре 1942 года в оккупированном германскими войсками Новочеркасске с разрешения немецких властей прошёл казачий сход, на котором был избран штаб Войска Донского. Начинается организация казачьих формирований в составе вермахта, как на оккупированных территориях, так и в эмигрантской среде. Создание казачьих частей возглавил бывший полковник царской армии С. В. Павлов, в советское время работавший инженером на одном из заводов Новочеркасска. Инициатива Павлова была поддержана П. Н. Красновым.

## Казачий стан

### На Украине
С января 1943 года немецкие войска начали отступать, часть казаков с семьями двинулись с ними на запад. В Кировограде С. В. Павлов, руководствуясь декларацией германского правительства от 10 ноября 1943 года, приступил к созданию «Казачьего стана». Под командование Павлова, получившего звание «походного атамана», стали прибывать казаки почти со всего Юга России.
27 ноября 1943 года на совещании с участием самого С. В. Павлова и нового начальника Штаба Походного атамана есаула Т. И. Доманова, а также представителей немецких оккупационных властей, было принято решение, согласно которому все остальные казачьи организации на оккупированной территории должны были быть распущены, а все казаки обязаны перейти в подчинение Казачьего Стана. Это решение вызвало большое недовольство среди множества казачьих атаманов, которые отказались признавать Павлова в качестве Походного атамана всех Казачьих войск. Видя, что казачье движение находится на грани развала, в декабре 1943 года на совещании в Николаеве представитель немецкого командования Э. Радтке, заявил, что «германское командование не может допустить какого либо разлада в казачьей среде, и поэтому приказывает распустить все штабы формирований, не подчиненных полковнику Павлову, а их личный состав распустить».
В конце 1943 года основная масса казачьих беженцев (от 7 до 18 тысяч человек) под руководством Походного атамана С. В. Павлова сосредоточилась в районе города Проскуров (Хмельницкий). 10 января 1944 года Павлов подписал приказ о переходе Казачьего Стана в полном составе во Львов. В середине января 1944 года в соответствии с Декларацией германского правительства от 10 ноября 1943 года и по согласованию с германским военным командованием казакам из Казачьего Стана были предоставлены обширные территории на Западной Украине, в окрестностях села Валино и городка Каменец-Подольского.
4 февраля 1944 года С. В. Павлову были предоставлены значительные денежные кредиты на содержание казачьих строевых частей и беженских станиц Казачьего Стана. Помимо этого, на Украину доставили 20 тысяч комплектов германского военного обмундирования и специальную антисоветскую пропагандистскую литературу, которая должна была успокоить казаков и их семьи, измученные тяжелейшими переходами и полной неопределенностью, поднять моральный и боевой дух.

### В Белоруссии
Наступление Красной армии вынудило казаков отступать на запад. 8 марта 1944 года из Валино выступил авангард, а за ним полковник Павлов с главными силами в направлении района польских городов Перемышль и Сандомир. Казакам пришлось с боями пробиваться в западном направлении вместе с частями немецкой 17-й танковой дивизии, они несколько раз попадали в окружение, в тяжёлых погодных условиях переправлялись через Днестр и Прут. С 1 по 19 апреля группы под руководством Павлова и Доманова соединились в городе Фельштин, к 28 апрелю 1944 года казаки сосредоточились в районе города Сандомира. Оттуда по железной дороге и пешим порядком Казачий стан начали перебрасывать в Белоруссию, где казакам предоставили 180 тысяч гектаров земли в районе городов Барановичи, Слоним, Новогрудок, Ельня и Столицы.
Новый «казачий край» был буквально наводнён партизанами, также там действовало несколько добровольческих частей из бывших советских граждан: казачий дивизион под командованием сотника Холодного, белорусский отряд Рагули и бригада Каминского (Русская освободительная народная армия — РОНА). Руководитель СС в Белоруссии группенфюрер фон Готтберг издал приказ, согласно которому казакам Казачьего стана предписывалось «обеспечить дороги Городище — Новогрудок — Березовка так, чтобы в любое время по ним можно было ездить без сопровождения и не опасаясь мин».
В ходе борьбы с партизанами кроме непосредственных боестолкновений казаки применяли также публичные расстрелы сочувствующих партизанам граждан, взятие заложников, конфискация имущества, передача домов казачьим беженцам, массовые аресты семей партизан и членов совпартактива.
Штаб Казачьего стана расположился в городе Новогрудок. Казаки были сгруппированы по отдельным Казачьим войскам (Донское, Кубанское и Терское), а внутри них уже делились по округам и отделам. Были назначены окружные атаманы, то есть, по сути, воспроизведена структура казачьих поселений на Дону, Кубани и Тереке. На новом месте сформировано 11 казачьих пеших (пластунских) полков по 1200 штыков в каждом:
- 1-й Донской полк, командир полковник В. А. Лобысевич;
- 2-й Донской полк, войсковой старшина Русаков;
- 3-й Донской полк, войсковой старшина Журавлёв;
- 4-й Сводно-казачий полк, войсковой старшина Овсянников;
- 5-й Кубанский полк, войсковой старшина Бондаренко;
- 6-й Кубанский полк, полковник П. Новиков;
- 7-й Терский полк, майор Г. П. Назыков;
- 8-й Донской полк, полковник М. И. Маловик;
- 9-й Кубанский полк, полковник Скоморохов;
- 10-й Терско-Ставропольский полк, полковник Маслов;
- 11-й Сводно-казачий полк, полковник Маркевич.

Впоследствии было начато формирование 1-го казачьего конного полка, а из пеших полков организованы соединения — казачьи бригады, командирами которых являлись полковники Васильев, Силкин (донцы), Тарасенко (кубанцы) и Вертепов (терцы). Личный состав каждого полка проходил обязательную военную и полевую подготовку и только после этого направлялся на боевую службу. Благодаря строгой организационной структуре казакам вскоре удалось добиться значительных успехов в борьбе с партизанами. Так, в частности, немецкий комиссар города Новогрудок сообщал, что «с помощью собранных в Новогрудке казачьих частей в короткий срок удалось освободить от партизан и удержать главные пути сообщения».
Казаки были вооружены оружием, предоставленным немецкой армией со своих трофейных складов. Также казакам было передано 20 тысяч комплектов немецкого армейского обмундирования. Снабжение казачьих поселенцев со стороны немецких властей осуществлялось по нормам германской полиции:

…казаки-поселенцы составляются в войска из имеющихся военнослужащих на том же основании, как и остальные союзники Германии. Казаки находятся под собственным командованием и воюют, соблюдая свои прежние традиции. Вооружение, обмундирование и снаряжение казаков, а также их питание и обеспечение проходят по тем же правилам, что и для германской полиции, причем не делается разницы между теми казаками, которые воюют в боевых соединениях, и теми, которые остаются на одиночной службе для защиты деревень. В отношении обеспечения членов казачьих семей, а также общей опеки, действуют те же постановления, что и для членов семей германской полиции.— из соглашения между казаками и руководителем СС в Белоруссии группенфюрером фон Готтбергом (Казачья лава. 1944. № 9. 8 июня. С. 4.)
Жизнь казаков в Белоруссии начала входить в привычное русло. Были открыты церкви и даже казачья епархия, которую возглавил протоиерей В. Григорьев, работали мастерские, типографии, издавалась своя газета, функционировали школы, в том числе начальные. Казачьи строевые части частично воевали, а частично несли службу по защите деревень.
Когда 31 марта 1944 года в Берлине было образовано Главное управление казачьих войск (нем. Hauptverwaltung der Kosakenheere) во главе с П. Н. Красновым, Казачий стан перешёл в его подчинение, а С. В. Павлов стал одним из заместителей Краснова.
17 июня 1944 года полковник Павлов погиб. Нет единого мнения о причинах его гибели, существуют следующие версии: гибель от пули партизан, застрелен собственным адъютантом, гибель в случайной перестрелке с белорусскими полицейскими или с немецкими войсками. Посмертно С. В. Павлов был произведен в генерал-майоры. Генерал-майор Науменко, находящийся с инспекционной поездкой в Казачьем стане, назначил исполняющим обязанности Походного атамана войскового старшину Тимофея Доманова. Вскоре последовал приказ П. Н. Краснова об утверждении Доманова на этом посту и присвоении ему звания «полковник».

### В Польше
23 июня 1944 года советские войска начали операцию по освобождению Белоруссии «Багратион» и уже 2 июля казачьи полки совместно с немецкими дивизиями вступили в бой с наступающими частями Красной армии. Во второй декаде июля в Казачий стан прибыл начальник штаба Главного управления казачьих войск С. Н. Краснов (племянник П. Н. Краснова) с приказом о перемещении стана в район польских городов Здуньска-Воля, Ширас и Серадз (Центральная Польша). Казаки тремя группами начали с боями прорываться в заданный район, частично были уничтожены и пленены советскими войсками. В Польшу прибыло около 15—17 тысяч казаков и членов их семей. За отличие в боях с наступающими советскими войсками в период с 2 по 13 июля приказом местного командующего немецкими войсками генерал-лейтенанта Герценкомпфа около 300 казаков были награждены и 2 войсковых старшины повышены в звании до полковника.
Казаки принимали деятельное участие в подавлении Варшавского восстания в августе 1944 года. В частности, в боевых действиях против плохо вооружённых повстанцев участвовали казаки из сформированного в 1943 году в Варшаве казачьего полицейского батальона СС (более 1000 человек), конвойно-охранной сотни СД (250 человек), казачьего батальона 570-го охранного полка (по другим данным 57-го охранного полка), 5-го Кубанского полка Казачьего стана (в некоторых источниках он называется 3-м Кубанским) под командованием полковника Бондаренко. Одно из казачьих подразделений во главе с хорунжим И. Аникиным получило задание захватить штаб руководителя польского повстанческого движения генерала Т. Бур-Коморовского. Казаки захватили около 5 тысяч повстанцев. За проявленное усердие, немецкое командование наградило многих из казаков и офицеров орденом Железного Креста.

### В Италии
6 июля 1944 года было принято решение о переброске казаков в северную Италию (Карния) для борьбы против итальянских антифашистов. Позднее в тот же район переселяются казачьи семьи, а также кавказские части под командованием генерала Султана Клыч-Гирея.
В августе 1944 года получено согласие немецкого начальника итальянской области Триест группенфюрера Глобочника на поселение казаков в Северной Италии. В сентябре 1944 года казаков направили в район небольшого городка Джемоны. В этом городе разместился штаб Походного атамана, а станицы разбили лагерь в окрестностях большого села Озопо. В начале октября казаков перебросили немного севернее в район города Тольмеццо, где им были предоставлены территория площадью 180 тысяч гектаров и полная свобода в деле построения казачьей жизни на чужбине. В ноябре 1944 года атаманов Тимофея Доманова и Петра Краснова принял рейхсминистр восточных оккупированных территорий Альфред Розенберг, которому они доложили об окончании переброски Казачьего Стана в Италию.
К сентябрю 1944 года в Северную Италию прибыло по разным данным от 21 до 32 тысяч казаков и членов их семей. К концу войны численность казаков составляла по разным данным от 25 до 35 тысяч человек, включая женщин, детей и нестроевых казаков.
Система подчинения Походного атамана Доманова в Италии выглядела следующим образом:
1. по германской военной линии — высшему руководителю СС и полиции оперативной зоны Адриатического побережья группенфюреру СС Глобочнику.
2. по германской административно-гражданской линии — доктору Гимпелю, начальнику Казачьего управления Дона, Кубани и Терека, через уполномоченного представителя Э. Радтке.
3. по казачьей линии — начальнику Главного управления казачьих войск генералу от кавалерии П. Н. Краснову.

В Казачьем стане, обосновавшемся в Италии, выходила газета «Казачья земля», многие итальянские селения вокруг городов Тольмеццо и Удине были переименованы в станицы, так, например, села Олессио,
Каваццо и Тразагис казаки назвали Новочеркасском, Краснодаром и Новороссийском соответственно. Местные жители подверглись частичной депортации, многие из выселенных итальянцев брались за оружие и уходили к партизанам. Те, кто остался, старались не иметь с казаками никаких дел. Также не способствовали установлению хороших взаимоотношений имевшие место воровство, грабежи и пьяные выходки. К концу войны дисциплина в Казачьем Стане расшаталась, многие казаки стали неуправляемыми: пьянство, жажда наживы, самозванщина. Итальянских девушек, замеченных в интимной связи с казаками, обстригали налысо. Много лет спустя непосредственный участник тех событий Е. Б. Польская (жена главного редактора газеты «Казачья лава») таким образом оценивала свою жизнь в Италии:

…Селенья Северной Италии были европейского типа, с каменными двухэтажными домами. Казаки перестраивали их по своему; будь избыток навоза, построили бы себе и саманные хаты. Убогие участочки земли, которую итальянцы гористого этого края вручную наносили с долин, подобно нашим горцам, были присвоены. Итальянцы ненавидели казаков-грабителей больше, чем немцев. Новые хозяева оккупированной местности жили казачьим бытом… Для молодежи в селении Вилла-Сантина было открыто юнкерское училище. Проектировался «Институт благородных девиц»… Играли свадьбы в отнятых у итальянцев храмах. Устраивали базары, на которых можно было купить и картошку, и сало — местного уже производства. Вся эта «опереточная жизнь» принималась всерьез как образчик будущего устройства, либо снова на Родине, либо, в случае поражения, «где-нибудь», «куда победители нас направят». Отношения с итальянцами не были мирными не только в силу грабежа целой местности, но и потому, что «станицы» были для немцев плацдармом для борьбы с местными партизанами. Итальянцы строго отличали казаков в форме от «русских» — так они называли массу интеллигентов и штатских, откатывавшихся в Италию к концу войны. Мы, «русские», — не грабили, не обижали, знали культуру народа… Казаки же — «прислужники тедесков» — охотились за партизанами. Мы сами тоже не отождествляли себя с такими казаками, возмущаясь их традиционным поведением в войнах.— Польская Е. Б. Это мы, Господи, пред Тобой…. — Невинномысск, 1995. — С. 18—19.
В феврале 1945 года как раз недалеко от Тольмеццо обосновался главный мозговой центр казачьего движения — Главное управление казачьих войск во главе с П. Н. Красновым, а вскоре туда же переехало и Казачье управление Дона, Кубани и Терека.
По состоянию на 26 апреля 1945 года в Казачьем Стане имелись: казачье юнкерское училище с 2 летним курсом обучения; казачья военно ремесленная школа с 2 летним курсом обучения (имела мастерские: сапожную, портняжную, слесарную, жестяную, кузнечную, шапочную, кожевенную, красильную, шорно-седельную, мыловаренную, часовую); войсковая гимназия смешанного типа, рассчитанная на 7 летнее обучение; женская школа (2 летнее обучение); шесть начальных и церковно приходских школ; восемь детских садов.
В Тольмеццо был открыт казачий музей и казачий театр, где театральные представления давала труппа профессиональных артистов. В окрестностях Тольмеццо, в итальянском селе работала казачья типография, где печатались учебники, церковные книги, молитвенники и казачья литература. Практически в каждом населенном пункте были организованы небольшие библиотеки и избы-читальни. В Казачьем Стане имелся даже «Совет казачьих ученых» под председательством профессора Свидерского. Был составлен казачий уголовный кодекс и открыт казачий банк.
В Тольмеццо находился главный автогараж Казачьего Стана и авторемонтные мастерские, оборудованные по последнему слову техники. Имелась казачья больница на 350 коек, военный госпиталь на 150 коек, 14 зубоврачебных пунктов, аптеки, 2 родильных дома и детские ясли. В Казачьем Стане существовало и Епархиальное управление во главе с протопресвитером казачьего духовенства протоиереем Василием Григорьевым. Под его началом находилось 46 священников и дьяконов. Здесь же находился и Войсковой Собор.

## Отдельный казачий корпус
В 1944 году был создан Резерв казачьих войск для мобилизации казаков, проживающих на территории Третьего рейха, Резерв возглавил генерал А. Г. Шкуро. В сентябре 1944 года Шкуро было поручено организовать сбор казаков для формирования «Казачьего Освободительного Корпуса». Формировать данный корпус решено было на базе 1-й казачьей кавалерийской дивизии. В середине сентября 1944 года в Берлине был создан вербовочный штаб, комендатуры, этапный лагерь для приёма мобилизованных. 17 сентября 1944 года вышел приказ генерала П. Н. Краснова (начальника Главного управления казачьих войск) «О формировании Казачьего корпуса и задачах Казачьего стана».
В апреле 1945 Казачий стан был реорганизован в Отдельный казачий корпус под командованием походного атамана генерал-майора Доманова. На тот момент в составе корпуса насчитывалось 18 395 строевых казаков и 17 014 беженцев.
29 апреля 1945 года корпус перешёл под управление командующего РОА генерала А. Власова. А 30 апреля командующий германскими войсками в Италии генерал Ретингер принял решение о капитуляции. В этих условиях руководство Казачьего стана приказало казакам переселиться в Восточный Тироль на территории Австрии. Общая численность Казачьего стана на этот момент составляла около 40 тысяч казаков с семьями. 2 мая 1945 года начался переход через Альпы, а на Пасху 10 мая прибыли к г. Лиенц. Вскоре туда же подошли другие казачьи части, в том числе и под командованием генерала А. Г. Шкуро.
18 мая 1945 года Казачий стан капитулировал перед британскими войсками, пленные казаки были размещены в нескольких лагерях, а позднее были выданы советскому командованию по решению Ялтинской конференции. Узнав о решении союзного командования, многие казаки совершали самоубийства, оказывали сопротивление, подавленное британскими войсками.

## Попытка реабилитации
Определением Военной коллегии Верховного суда Российской Федерации от 25 декабря 1997 года Краснов П. Н., Шкуро А. Г., Султан Клыч-Гирей, Краснов С. Н. и Доманов Т. Н. признаны обоснованно осуждёнными и не подлежащими реабилитации.

## В искусстве
В 1943 г. режиссёр Степанов (предположительно псевдоним Е. С Петрова) снял пропагандистский фильм «Казачья песнь» о казаках вермахта.
Казакам вермахта посвящены песни группы «Коловрат» — «Песня казаков вермахта», группы «Моя Дерзкая Правда» — «За Дон», «Казачий крест». Также атаману Краснову посвящена песня группы «Русский Корпус» — «П. Н. Краснову посвящается», а Гельмуту фон Паннвицу посвящена песня группы «Моя Дерзкая Правда» — «Батьке Панвицу посвящается», и песня группы «Коловрат» — «Батька фон Паннвиц».